# Nicolas Donin
Nicolas Donin († 1287) fou un clergue francès de la primera meitat del segle xiii, jueu convers al Cristianisme. És sobretot conegut pel seu paper en la Disputa de París de 1240, que acabà amb la crema de tots els exemplars del Talmud que trobaren.
Donin havia estat expulsat del gueto de París pel rabí Jehiel de París en presència de tota la comunitat i amb la cerimònia usual. Després de deu anys vivint fora de la comunitat jueva, fou batejat i professà com a franciscà.
El 1238 Donin se n'anà a Roma, on denuncià davant el papa Gregori IX trenta-cinc articles del Talmud com blasfems des del punt de vista cristià, especialment per qüestionar la virginitat de Maria i l'encarnació divina de Crist. El papa, convençut de la seva veracitat, despatxà a les autoritats eclesiàstiques transcripcions de les acusacions de Donin, juntament amb l'ordre de recollir tots els exemplars del Talmud i dipositar-los en convents de dominics i franciscans, per ser cremats si després d'examinar-los es corroboraven tals acusacions.
L'ordre papal només tingué efectes pràctics en el regne de França, on el març del 1240 s'ordenà sota pena de mort als jueus lliurar llurs exemplars del Talmud. El rei Lluís IX ordenà a quatre dels més eminents rabins (Jehiel de París, Moisès de Coucy, Judà de Melun i Samuel ben Solomon de Château-Thierry) enfrontar-se a Donin en un debat públic, que tingué lloc el 12 de juny d'aquell any. Els rabins argumentaren en va contra els càrrecs de blasfèmia i immoralitat, principals punts del seu opositor. La comissió reial conclogué que els llibres havien de ser cremats. El 1242 cremaren uns dotze-mil llibres.